# Бисен
Бисен (на люксембургски: Biissen) е община в Люксембург, окръг Люксембург, кантон Мерш.
Има обща площ от 20,75 км². Населението ѝ е 2676 души през 2009 година.